# Auzécourt
Auzécourt is een plaats in het Franse departement Meuse in de gemeente Noyers-Auzécourt.
Op 1 juli 1972 fuseerde Auzécourt met Noyers-le-Val tot de gemeente Noyers-Auzécourt. Deze gemeente maakte deel uit van kanton Vaubecourt tot dit op 22 maart 2015 werd opgeheven en de gemeenten werden opgenomen in het
aangrenzende kanton Revigny-sur-Ornain.

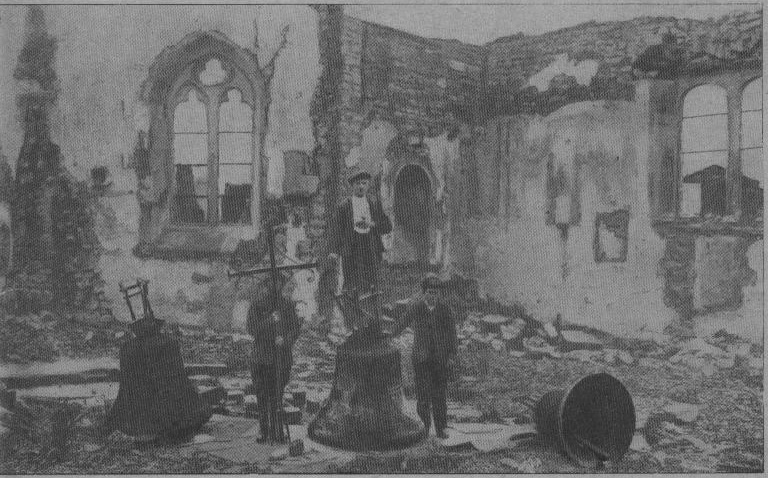
De kerk van Auzécourt in 1916